# Iglesia de San Martín (Puigreig)
La Iglesia de San Martín es un edificio de estilo románico del siglo XII, situado a unos pocos metros de la actual iglesia parroquial de San Martín, en el municipio de Puigreig, en la parte alta del pueblo y cerca del castillo de Puigreig.

## Descripción
Iglesia de una sola nave, cubierta con elegante bóveda apuntada y rematada por un ábside semicircular cubierto a cuarto de esfera, con una ventana abocinada. La bóveda del ábside arranca de una sencilla imposta a manera de cornisa. El aparejo de la iglesia es ordenado, con grandes sillares de dimensiones variadas. El grosor de los muros laterales descansa sobre arcos formeros y en el exterior sobre contrafuertes macizos que sostienen también la bóveda. La iglesia es completamente lisa, sin ornamentación. En el muro oeste, en la fachada, se encuentra el campanario de espadaña, de dos aberturas, una ventana abocinada y el portal de entrada.
En el interior se conservan pinturas murales románicas del siglo XIII.

### Portal
El portal es una de las partes más interesantes de la iglesia. Situada en el muro oeste, es una pieza simple pero elegante. Consta de un conjunto de tres arcos de medio punto en degradación, coronados por una arquivolta que descansa sobre una imposta simple, a modo de moldura. A ambos lados, dos columnas con sus capiteles, aguantando la imposta. Los capiteles, muy desgastados actualmente, presentan una decoración geométrica con motivos elementales.

### Pinturas murales
En 1954 se descubrieron unas pinturas a raíz de la restauración de la iglesia. Se encontraban en el arcosolio de la derecha del presbiterio, y son de temática mariana. Se fijaron sobre tela y, una vez terminada la restauración, se colocaron en un lugar diferente de la ubicación original, en el arcosolio de la izquierda, tras una protección de vidrio. Se trata de tres paneles, pintados a mediados del siglo XIII. El mayor contiene dos escenas, una de la Anunciación y otra de la Visitación. El segundo en importancia es un anfisbena, una serpiente de dos cabezas, una a cada extremo. Es un símbolo de origen muy antiguo que se ha relacionado, en la Edad Media, con el catarismo. En este caso, aunque hay la posibilidad de que la fluidez de comunicación de esta zona con el Languedoc facilitara la presencia de cátaros en la región, cabe pensar más bien que es un símbolo relacionado con la Virgen (AVE María) que es el fin del pecado, contrapuesto con la primera mujer (EVA), iniciadora del pecado original. El panel más pequeño es una imagen de la Virgen con el Niño, de clara influencia bizantina. Este conjunto pictórico se atribuyó inicialmente al Maestro de Lluçà, aunque estudios posteriores parecen indicar que fueron ejecutados por un taller de pintores neobizantinos.
|                                       |
| Panel mayor: Anunciación y Visitación |

|                                      |
| Panel pequeño: La Virgen con el Niño |

|                        |
| Detalle: La Visitación |

|                            |
| Anfisbena, símbolo mariano |

### Otros elementos
Dos elementos artísticos importantes procedentes de la iglesia de San Martín de Puigreig se conservan en diferentes museos: una lipsanoteca que se exhibe en el Museo Diocesano y Comarcal de Solsona, y una tapa de sepulcro esculpida del siglo XIII que se hallaba en el muro de mediodía de la iglesia, y que actualmente se encuentra en el Museo Comarcal de Berga.

## Historia
La primera iglesia de San Martín en Puigreig fue edificada dentro del recinto del castillo de Puig-reig, en un plano inferior. Fue consagrada en 907 por el obispo de Urgel Nantigis, a ruegos de los habitantes del lugar. Fue construida bajo el patrocinio del conde Wifredo el Velloso, en su obra de repoblación de la comarca del Bergadá, que finalizó su hijo Miró el Joven. Un documento de 974 hace referencia a la comunidad "domus" de San Martín, posiblemente muy reducida y pobre, que no tuvo trascendencia. De la iglesia primitiva no se conserva nada excepto una serie de tumbas antropomorfas excavadas en la roca del muro de mediodía. Este conjunto de tumbas, bastante numeroso, conservaba sus esqueletos y seguía la tipología usual de las tumbas del siglo X. Tras las obras de ampliación de la carretera que rodea la iglesia, las tumbas quedaron sepultadas bajo el pavimento de la carretera.
La iglesia actual es del siglo XII, erigida posiblemente por la familia vizcondal del Bergadá. En 1187, el trovador Guillermo de Bergadá, último del linaje de Bergadá, legó la iglesia de San Martín, el castillo y todo su término al orden de los Caballeros templarios. Cuando ese orden fue abolido en 1312, la iglesia pasó a la propiedad del Orden del Hospital. Desde el siglo XV un vicario perpetuo estaba al cargo de la iglesia. 
La iglesia fue restaurada en 1954 por el Servicio de Catalogación y Conservación de Monumentos de la Diputación Provincial de Barcelona, bajo la dirección de Camilo Pallàs.

## Rectoría

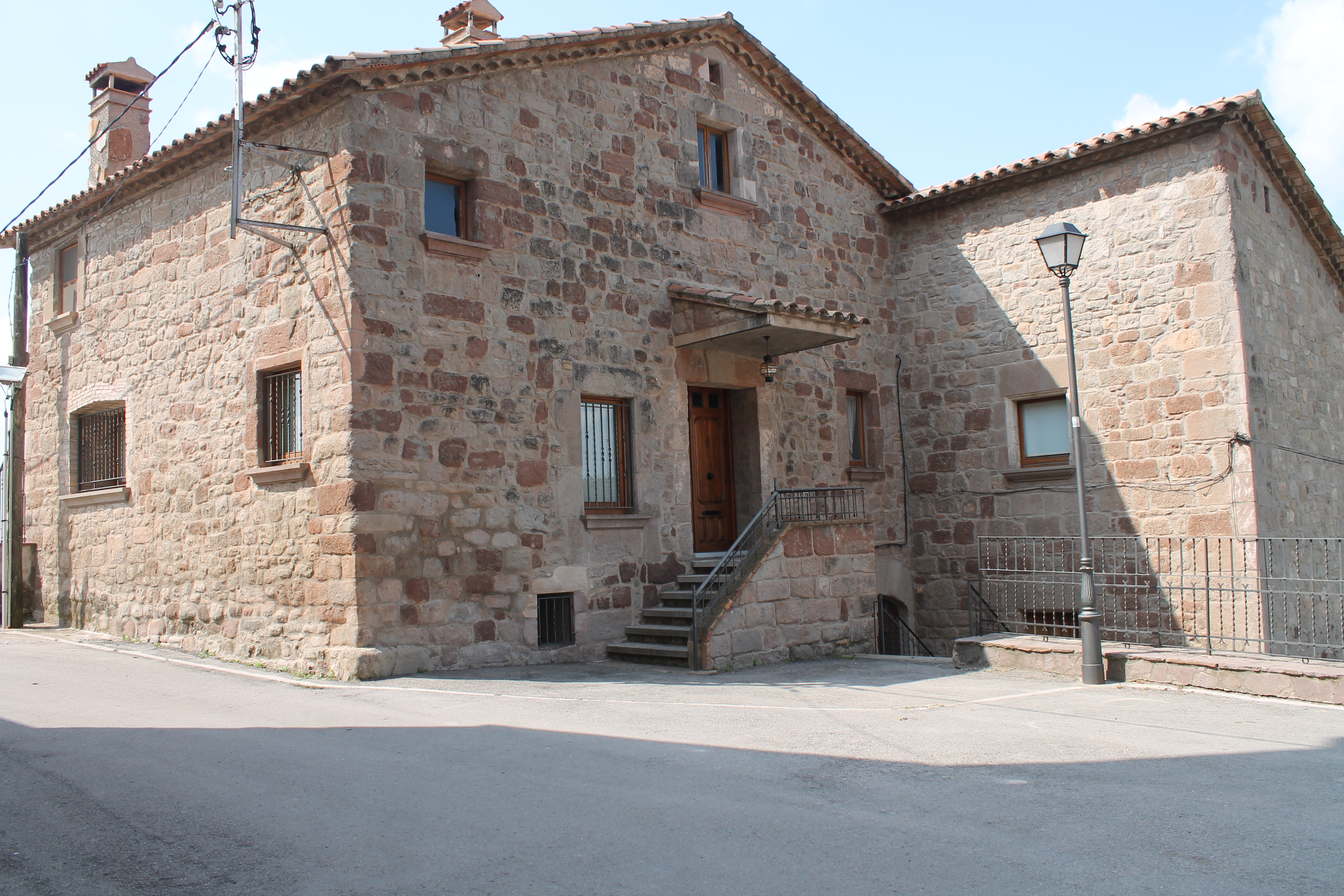
Rectoría de San Martín de Puigreig

La rectoría o casa parroquial se halla junto a la iglesia románica de San Martín. Fue la casa de los priores del Orden del Hospital, señores jurisdiccionales del término y el castillo de Puig-reig desde principios del siglo XIV.
Se trata de una gran casa del siglo XVII que reproduce el esquema de una masía, con cubierta a dos aguas y la fachada abierta al Norte. Los muros son de sillares regulares sin pulir. Las ventanas, con dinteles de piedra, se abren en todos los muros del edificio.
En el siglo XVIII fue ampliada con la anexión de un cuerpo rectangular adosado al muro de occidente. En el siglo XX, se reformó todo su espacio interior y los sótanos para albergar las estancias del rector y los vicarios.